# وفاة إيميلي مينج
إيميلي أنين سكوڤجارد مينج (31 يوليو 1998، 10 يوليو 2016). اختفت الفتاة الدنماركية ذات السابعة عشر ببلدة كورسور في الساعات الأولي من العاشر من يوليو لعام 2016. عُثر علي جثتها بعد خَمسة أشهر بمنطقة كو. جَذبت القضية اهتمام وسائل الإعلام، وحثت رجال الشرطة والمدنيين على التحقيق.

## الاختفاء
شوهدت مينج لآخر مرة في 10من يوليو لعام 2016 وهي تغادر محطة قطار كورسور بعد قضائها ليلة بالخارج برفقة أصدقائها ببلدة سليلس. تطوع العديد لمساعدة الشرطة في عملية البحث عن مينج. أشارت العديد من الأدلة لثلاثة مشتبهين، من ضمنهم سائق شاحنه يبلغ من العمر 33 عامًا وعجوز بعمر 67. قامت الشرطة بتفتيش منزله خمس مرات، لكن لم يكن لهم أي علاقة بالقضية. بعد أربعة أشهر عَمِلت الشرطة علي ثلاث نظريات.

## اكتشاف الجثة
اكتُشِفت جثة مينج في بحيرة عند طريق رينماركس بالقرب من منطقة بوروب في 24 من ديسمبر لعام 2016. أُقيمت مراسم تذكارية بعدها بيومين بمحطة قطار كورسور بحضور المئات من الأشخاص.
لم تحل القضية حتى الآن.